# Daniel Sierra Rivera
Daniel Sierra Rivera (Orizaba, Veracruz, 7 de julio de 1905-4 de enero de 2002) fue un líder sindical y político mexicano, miembro del Partido Revolucionario Institucional (PRI). Fue tres veces diputado federal, presidente municipal de Orizaba y líder del Sindicato de Obreros y Artesanos de la Industria Cervecera y Conexas (SOAICC).

## Biografía
Ingresó a laborar como obrero en la Cervecería Moctezuma de Orizaba a muy temprana edad, de forma posterior completó sus estudios de primaria y secundaria en el Centro Educativo Obrero de Orizaba. En su labor en la cervecería se integró en el Sindicato de Obreros y Artesanos de la Industria Cervecera y Conexas en donde fue escalando posiciones de liderazgo que lo llevaron a ser secretario general del mismo en 1940 y de forma posterior, con el título formal de asesor copó el poder en el sindicato hasta 1988, extendiendo su influencia política a toda la ciudad de Orizaba y su región, por lo que fue considerador como un cacique o líder charro.
Miembro del entonces Partido Nacional Revolucionario (PNR) y sus sucesores desde 1929, fue regidor en el ayuntamiento de Orizaba de 1932 a 1933, miembro fundador de la Confederación Revolucionaria de Obreros y Campesinos (CROC) en 1952, fue su presidente nacional en 1960. Fue postulado por primera ocasión a diputado federal en 1946, siendo elegido por el Distrito 7 de Veracruz a la XL Legislatura de 1946 a 1949.
De 1952 a 1955 fue elegido Presidente municipal de Orizaba, y en 1967 por segunda ocasión fue diputado federal, en esta ocasión por el Distrito 9 de Veracruz a la XLVII Legislatura que concluyó en 1970. En 1970 es a su vez elegido senador suplente en primera fórmula por el estado de Veracruz, siendo propietario Samuel Terrazas Zozaya, para el periodo de ese año a 1976. No fue llamado a ejercer el cargo.
En 1982, fue elegido por tercera y última vez diputado federal por el mismo distrito 9 de Veracruz, pero en esta ocasión a la LII Legislatura que tuvo término en 1985. En esta legislatura fue integrante de las comisiones de Trabajo y Previsión Social; y, de Desarrollo Industrial. Permaneció en el liderazgo del Sindicato de Obreros y Artesanos de la Industria Cervecera y Conexas hasta que el 22 de junio de 1988 renuncia a su cargo de asesor como consecuencia de un movimiento sindical opositor.